# Fisk Jubilee Singers

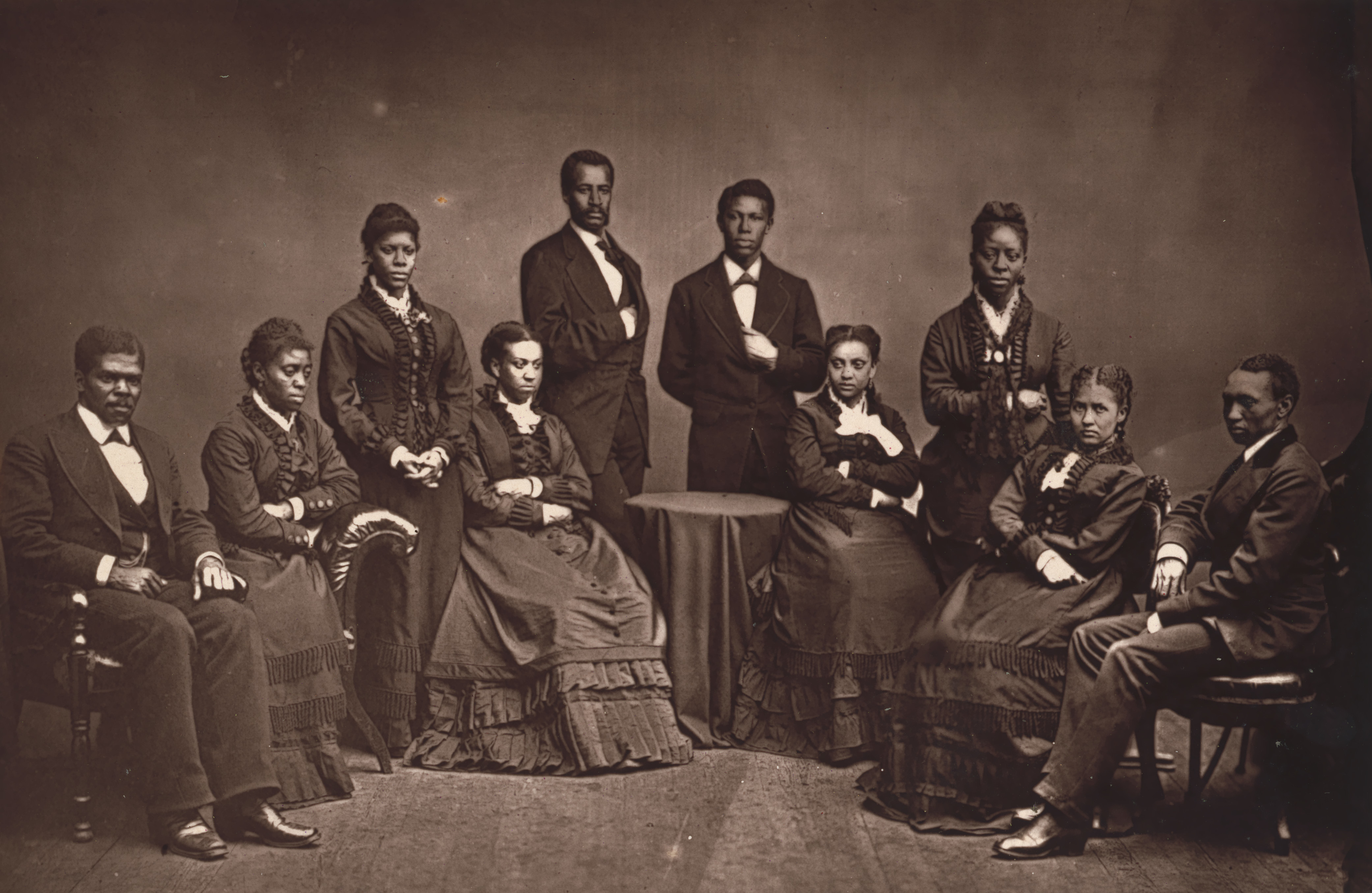
Fisk Jubilee Singers (1875)

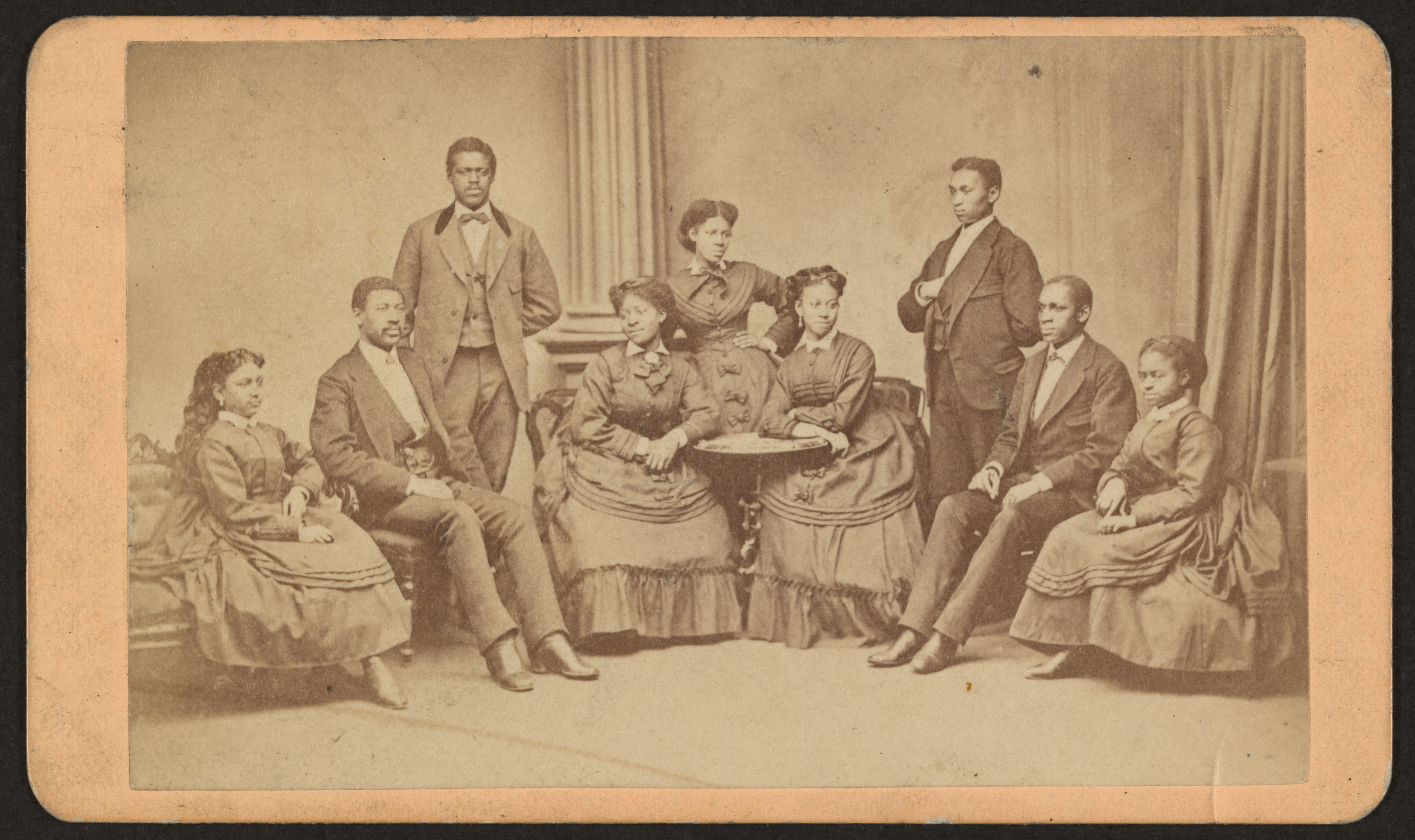
Fisk Jubilee Singers (zwischen 1870 und 1880)

Die Fisk Jubilee Singers sind eine afroamerikanische A-cappella-Gesangsgruppe, die aus Studenten der Fisk University in Nashville, Tennessee, besteht. Die erste Gruppe wurde 1871 gegründet, um auf Tournee zu gehen und Geld für das College zu sammeln. Ihr Repertoire bestand hauptsächlich aus traditionellen afroamerikanischen Spirituals. Seit ihrer Gründung ist die Gruppe weltweit aufgetreten. 2021 feierte sie ihr 150-jähriges Bestehen.

## Geschichte
Die Fisk Jubilee Singers wurden für eine Spendenaktion zugunsten der Fisk University ins Leben gerufen. Das traditionell schwarze College in Nashville, Tennessee, wurde nach dem Ende des amerikanischen Bürgerkriegs von der American Missionary Association und lokalen Unterstützern 1866 gegründet, um Freigelassene und andere junge Afroamerikaner auszubilden. 1871 befand sich die Universität in ernsthaften finanziellen Schwierigkeiten. Um Bankrott und Schließung abzuwenden, versammelte Fisks Schatzmeister und Musikdirektor George Leonard White, ein weißer Abolitionist, der sich der Musik verschrieben hatte und beweisen wollte, dass Afroamerikaner den Weißen intellektuell ebenbürtig sind, einen neunköpfigen Studentenchor, um auf Tournee zu gehen und Geld für die Universität zu sammeln.
Am 6. Oktober 1871 startete die Gruppe, bestehend aus vier schwarzen Männern (Isaac Dickerson, Benjamin Holmes, Greene Evans, Thomas Rutling) und fünf schwarzen Frauen (Ella Sheppard, Maggie Porter, Minnie Tate, Jennie Jackson, Eliza Walker), ihre US-Tournee unter Whites Leitung. Die Idee war, 20.000 US-Dollar zugunsten der Fisk University einzusammeln. Die Tour führte sie entlang der als Underground Railroad bekannten Fluchtwege der früheren Sklaven in kleinere Städte des mittleren Westens und Neuenglands.
Nach einem Konzert in Cincinnati, Ohio, spendete die Gruppe ihren mageren Gewinn den Opfern des Großen Brandes von Chicago im Oktober 1871. Die Gruppe reiste weiter nach Columbus, Ohio, wo sie aufgrund von Geldmangel und rassistischen Übergriffen müde und entmutigt war. Zur Besserung der Moral nannte White die Gruppe von nun an „The Jubilee Singers“, in Anlehnung an Kapitel 25 des Buchs Levitikus im Alten Testament.
Im weiteren Verlauf der Tour begann das überwiegend weiße Publikum, die Stimmen der Sänger zu schätzen. Es gab stehenden Applaus und positive Kritiken. Mit der Zeit hatten die Jubilee Singers genügend Einnahmen, um ihre Unkosten zu decken und Geld an die Fisk University zu schicken.
Anfang 1872 trat die Gruppe beim World Peace Festival in Boston auf und wurde im März desselben Jahres eingeladen, im Weißen Haus vor Präsident Ulysses S. Grant aufzutreten.

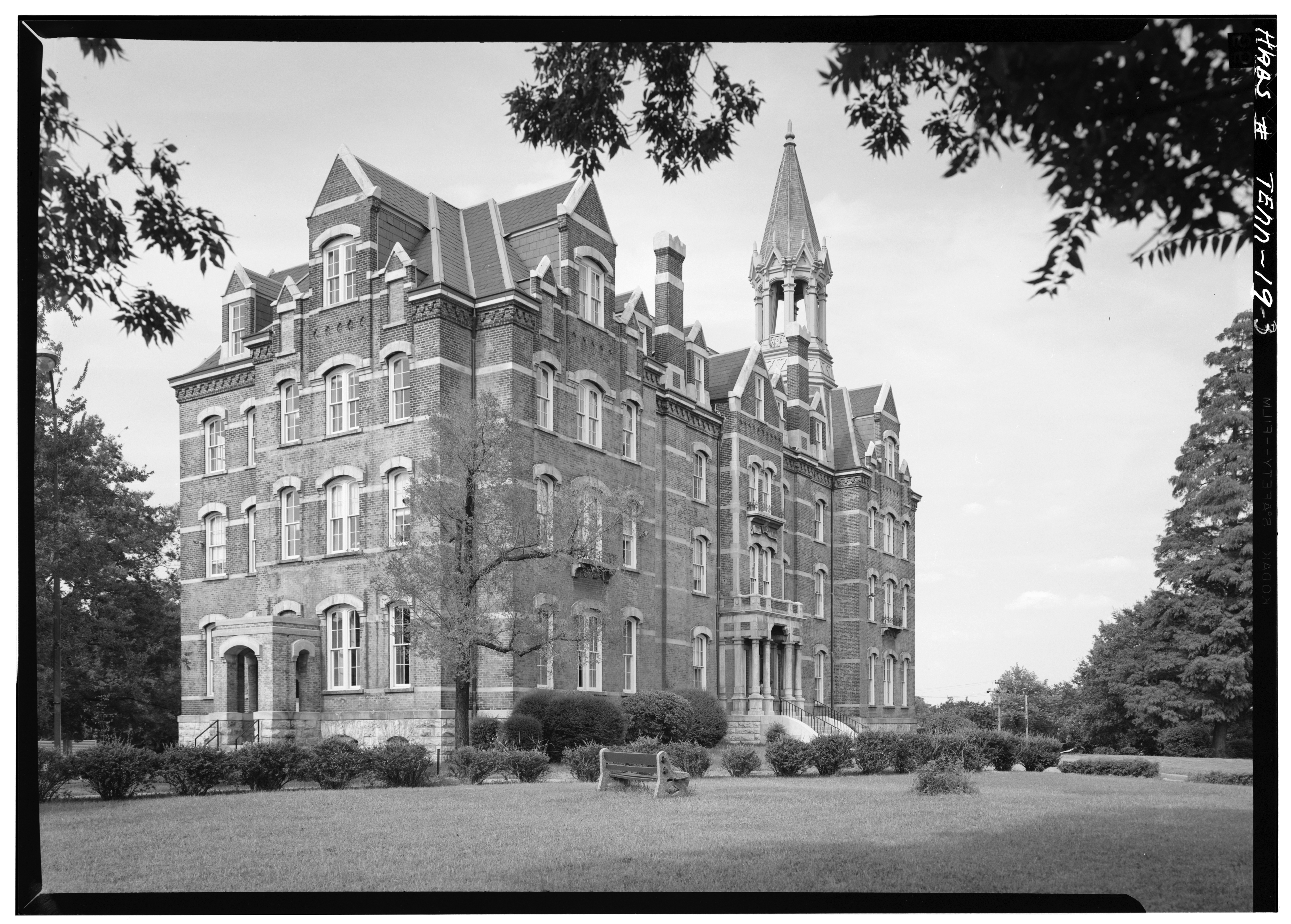
Fisk University, Jubilee Hall

Bei einer Tournee durch Europa im Jahr 1873 sang die Gruppe, die damals bereits elf Mitglieder hatte, im April für Königin Victoria. In den folgenden Jahren waren sie erneut auf großer Europa-Tournee, wobei sie auch in Deutschland auftraten. Bis 1878 hatte die Gruppe mehr als 150.000 US-Dollar eingenommen, womit die Jubilee Hall der Fisk University errichtet wurde, die 1975 zur National Historic Landmark erklärt wurde.
Die ursprünglichen Jubilee Singers lösten sich 1878 infolge ihres zermürbenden Tourplans auf. 1879 wurde jedoch unter der Leitung von George Leonard White ein neuer Chor der Jubilee Singers gegründet. Die Gruppe ist bis heute weltweit aktiv und erhielt zahlreiche Auszeichnungen (siehe unten).
Die Fisk University erinnert an den Jahrestag der ersten Tournee der Sänger, indem sie jedes Jahr am 6. Oktober den Jubilee Day feiert.

## Auszeichnungen (Auswahl)

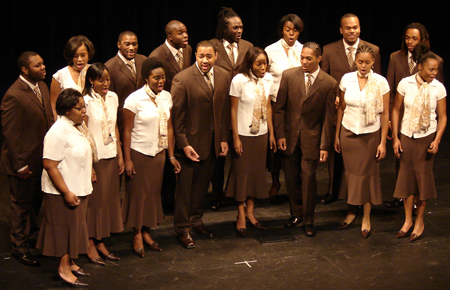
Fisk Jubilee Singers (2008)

- 1996: Presidential Lifetime Achievement Award[11]
- 2000: Gospel Music Hall of Fame[7]
- 2002: Swing Low, Sweet Chariot, aufgenommen 1909, im National Recording Registry[6][12]
- 2006: Music City Walk of Fame[13]
- 2008: National Medal of Arts[6][7][8]
- 2021: Grammy Award für Celebrating Fisk: the 150th Anniversary Album[2][14]

## Diskografie (Auswahl)
Die Fisk Jubilee Singers haben in ihrer 150-jährigen Geschichte eine große Zahl von Aufnahmen produziert. Die Discography of American Historical Recordings listet beispielsweise 82 Aufnahmen allein für den Zeitraum von 1909 bis 1927, die für vier große frühe Plattenfirmen gemacht wurden (Victor, Columbia, OKeh und Edison). Zu den späteren Veröffentlichungen der Gruppe gehören:
- 1955: The Gold and Blue Album
- 1958: Spirituals
- 1997: Fisk Jubilee Singers Vol. 1 (1909-1911)
- 1997: Fisk Jubilee Singers Vol. 2 (1915-1920)
- 1997: Fisk Jubilee Singers Vol. 3 (1924-1940)
- 2003: In Bright Mansions
- 2007: Sacred Journey
- 2007: The Fisk Jubilee Singers: Singing Our Song, produziert von der Tennessee Arts Commission
- 2009: Gospel Music Hall of Fame Series – The Fisk Jubilee Singers, überarbeitete Neuauflage einer Zusammenstellung aus den frühen 1980er Jahren
- 2011: Fisk Jubilee Singers
- 2015: Roll Jordan Roll
- 2021: I Want to Be Ready
- 2020: Celebrating Fisk: the 150th Anniversary Album, Grammy Award 2021[14]

## Filmdokumentationen
- 1999: Jubilee Singers: Sacrifice and Glory, eine Dokumentation in der PBS-Sendereihe „American Experience“[16]
- 2010: The Fisk Jubilee Singers, Kennedy Center Education Digital Learning (siehe Weblinks)